# فیض‌آباد (بیرجند)
فیض آباد یک منطقهٔ مسکونی در دهستان کاهشنگ از توابع بخش مرکزی شهرستان بیرجند، واقع در استان خراسان جنوبی براساس سرشماری مرکز آمار ایران در سال ۱۳۹۵، این روستا کمتر از سه خانوار جمعیت داشته‌است.